# Sonic Wings Special
Sonic Wings Special é um jogo eletrônico do gênero shoot 'em up com rolagem vertical, lançado em 1996 pela fabricante japonesa de jogos eletrônicos Video System e publicado pela MediaQuest. É o quarto jogo da franquia Sonic Wings (conhecida como Aero Fighters no ocidente).

## Jogabilidade
Sonic Wings Special reúne elementos dos três primeiros jogos da série: Sonic Wings, Sonic Wings 2 e Sonic Wings 3. No comando de aviões militares representantes de várias nacionalidades, o jogador deve lutar contras as forças da misteriosa organização Fata Morgana que invadiu a Terra e declarou guerra a todos os países do planeta. Cada avião tem seus pontos fortes e fracos como velocidade e artilharia. A potência do ataque pode ser aumentada através de power-ups que aparecem após destruir alguns inimigos. Existe também um ataque especial que destrói todos os inimigos da tela, porém só pode ser usado um número limitado de vezes. Um elemento de Sonic Wings 3 que também aparece aqui é o tiro carregado, que é ativado ao segurar o botão de tiro por alguns segundos. Somente alguns aviões possuem tal recurso.

### Audio
Uma nova trilha sonora foi composta para o jogo, porém, alguns temas remixados de outras versões foram mantidos, tocando durante os finais dos personagens.

### Fases
Existem 17 fases no jogo, mas o jogador passa por apenas nove delas em cada partida. Completando o primeiro estágio, 3 de 5 fases são escolhidas aleatoriamente. Terminando os estágios 5 e 7, o jogo oferece uma bifurcação, sendo que a escolha do caminho definirá a fase final da partida. Diferente das versões anteriores, o jogo não volta ao início após terminado. Caso o jogador comece outra partida com um dos aviões secretos, surgem também estágios modificados com novas cores e inimigos.

### Aeronaves e Pilotos
Há 7 equipes, 14 pilotos e 26 aeronaves. Escolhendo uma das aeronaves o segundo jogador só pode jogar com o avião da mesma equipe e, a princípio, não é possível combinar as equipes. Este esquema é usado em Sonic Wings 1 e Sonic Wings 3, porém, não em Sonic Wings 2.
| Equipe  | Piloto                      | Aeronave Normal               | Aeronave Secreta     |
| ------- | --------------------------- | ----------------------------- | -------------------- |
| EUA     | Blaster Keaton/Mecha-Keaton | F117 Sea Hawk                 | F4-U Corsair         |
| EUA     | Captain Silver              | A-10 Thunderbolt II           | P-61 Black Widow     |
| Japão   | Hien                        | FS-X                          | Gekkou               |
| Japão   | Mao Mao                     | F-15                          | Seiran               |
| Russia  | Volk (Male)                 | Ka-50 Hokum                   | Mig 3                |
| Russia  | Chaika & Pooshika           | IL-102                        | IL-2 Stormovik       |
| Suécia  | Kowful the Viking           | AJ-37 Viggen                  | Ju87G Stuka          |
| Suécia  | T.B. A-10                   | F-104 Star Fighter            | B-239 Buffalo        |
| P.K.F.  | Whity                       | YF-23                         | Hs129                |
| P.K.F.  | Lord River N. White         | AV-8 Harrier II Plus          | Boulton Paul Defiant |
| OTAN    | Anjera                      | Rafale M                      | Dowoitine D520       |
| OTAN    | Ellen & Cincia              | F-14 Tomcat                   | Sword Fish           |
| Secreta | Kotomi                      | Aka-Usagi                     | -                    |
| Secreta | The Man                     | Lamborghini Diablo (Diabloon) | -                    |

Cada piloto possui um avião secreto que é desbloqueado ao terminar o jogo com ele. Uma medalha ao lado da bandeira do piloto indica que o avião secreto foi desbloqueado, e este pode ser selecionado após a escolha do piloto.
As equipes da OTAN e "secreta" são habilitadas assim que todos os aviões secretos são desbloqueados. A equipe secreta, composta por Kotomi e "The Man" aparece fora da tela de seleção abaixo da equipe OTAN. Ambos pilotam naves de dois jogos anteriores da Video System, Rabio Lepus e Turbo Force, respectivamente.
Após terminar o jogo com todos os aviões, incluindo Kotomi e The Man, o jogo libera a escolha de personagens  independente da equipe, no modo dois jogadores.

## Versões
Sonic Wings Special foi lançado para Sega Saturn e Playstation. Uma versão do jogo chamada Sonic Wings Limited foi disponibilizada para arcades no Japão, porém com menos aviões, estágios e um arranjo diferente de inimigos e chefes. Por sua vez, esta versão foi lançada para arcades em Taiwan como Aero Fighters Special.